# Herning Stadion
Herning Stadion er hjemmebane for atletiklubberne Herning Løbeklub, Herning GF og  Herning Hawks, der er en amerikansk fodboldklub. FC Midtjylland har tidligere spillet kampe på Herning Stadion.

## Info
- Kapacitet: 12.000, heraf 790 overdækkede siddepladser.
- Tilskuerrekkord: 10.033, Herning mod Ikast i 1983.
- Banestørrelse: 102 x 65 m.
- Lysanlæg: 350 lux.